# Це сталося в міліції
«Це сталося в міліції» — радянський художній фільм 1963 року про роботу міліції. За мотивами повісті Ізраїля Меттера «Сухар».

## Сюжет
Кіноповість про благородну діяльність працівників міліції, які займаються розшуком дітей і батьків, розлучених Великою Вітчизняною війною. Герой фільму — майор Сазонов (Всеволод Санаєв) — віддає багато часу та енергії цій складній роботі, яка вимагає величезної любові до людей. Він проявляє наполегливість у майже безнадійному пошуку батька солдата, який ще дитиною був вивезений з блокадного Ленінграда.

## У ролях
- Всеволод Санаєв —  майор Микола Васильович Сазонов
- Марк Бернес —  полковник Сергій Панфілович Прошин
- В'ячеслав Невинний —  капітан Серебровський
- Олександр Бєлявський —  лейтенант Ганін
- Олег Голубицький —  майор Каляєв
- Зоя Федорова —  Катерина Іванівна, секретар в міліції
- Володимир Дубецький —  Мітя, сусід Сазонова
- Валентина Владимирова —  Зінаїда Гаврилівна, мати Миті
- Сергій Курилов —  професор Зубарєв і голос за кадром
- Лідія Смирнова —  дружина професора Зубарєва
- Володимир Муравйов — Михайло Костянтинович Зубарєв, батько солдата Івана Зубарєва
- Сергій Никоненко —  солдат Федір Петрович Кравченко, він же Іван Зубарєв
- Геннадій Юхтін —  Геннадій Бубенцов, наречений на весіллі
- Марія Андріанова —  гостя на весіллі
- Іван Рижов (в титрах не вказаний) —  батько нареченого на весіллі
- Микола Прокопович (в титрах не вказаний) —  редактор газети
- Олена Максимова —  Кравченко, співробітниця дитячого будинку під час війни
- Аркадій Трусов — епізод
- Михайло Ульянов — епізод
- Георгій Куликов —  лікар в дитбудинку
- Юлія Цоглин —  Люся Кравченко, наречена Бубенцова
- Раїса Конюхова —  Ліда, Лідія Павлівна
- Валентина Ананьїна - епізод

## Знімальна група
- Режисер-постановник:  Віллен Азаров
- Автор сценарії:  Ізраїль Меттер
- Оператор-постановник: Марк Дятлов
- Художник-постановник: Ірина Шретер
- Композитор:  Олександр Флярковський
- Звукорежисер: Семен Литвинов
- Художник по костюмах: Ольга Кручиніна